# Alexander Ziegler (Leichtathlet)

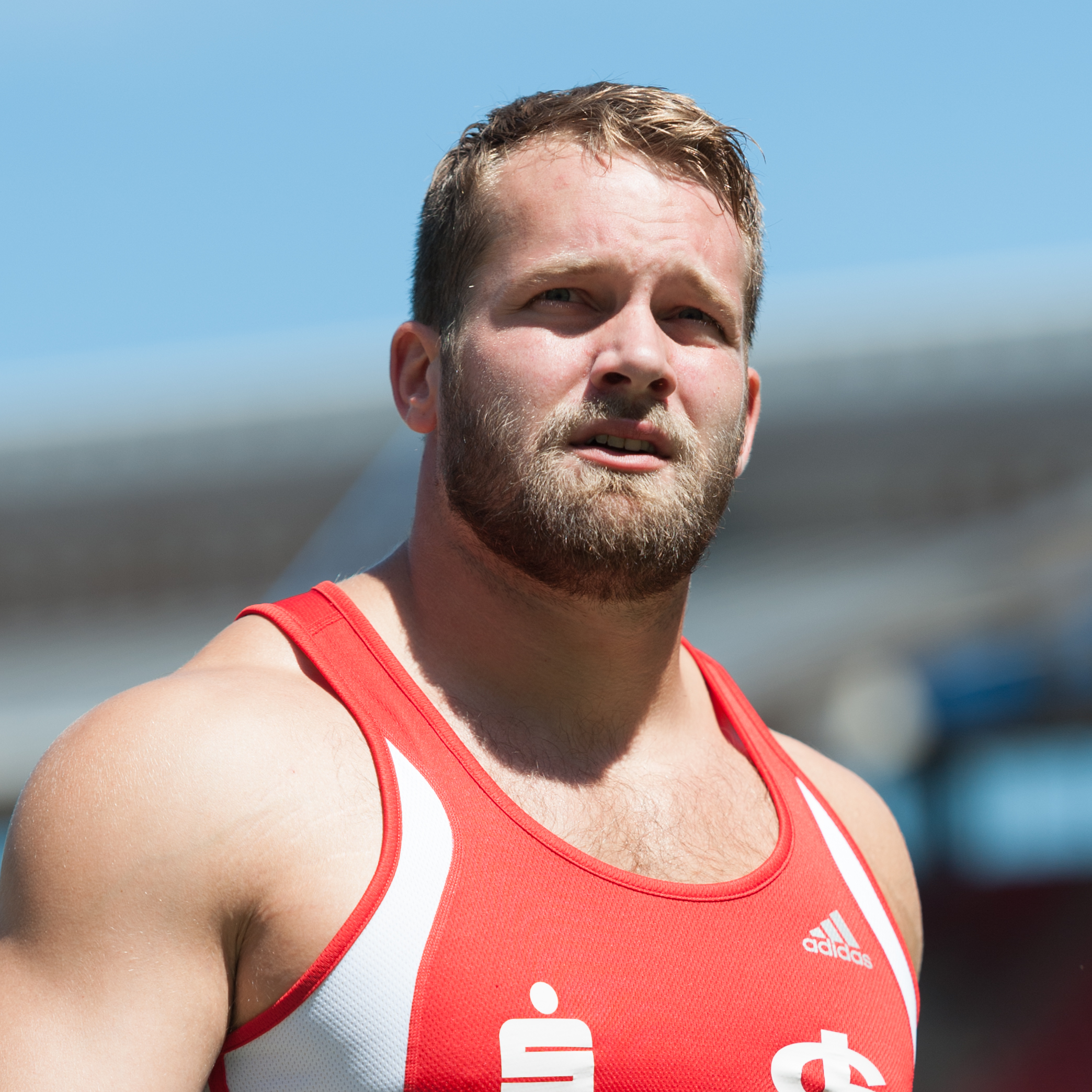
Alexander Ziegler

Alexander Ziegler (* 7. Juli 1987 in Heidenheim) ist ein ehemaliger deutscher Leichtathlet, welcher sich auf den Hammerwurf spezialisiert hatte. Zwischen 2015 und 2017 holte er dreimal hintereinander den deutschen Meistertitel im Hammerwurf.

## Karriere
Er nahm an den Leichtathletik-U23-Europameisterschaften 2009 im S.Dariaus-und-S.Girėno-Stadion von Kaunas teil und konnte sich mit 72,32 Metern die Bronzemedaille sichern. Nachdem er bei den deutschen Meisterschaften 2014 beendete hinter Markus Esser die Silbermedaille gewonnen hatte, beendete er dessen Siegesserie von fünf Meistertiteln hintereinander und gewann bei den Deutschen Leichtathletik-Meisterschaften 2015 in Nürnberg die Goldmedaille im Trikot der LG Staufen. Nach dieser Saison verließ er die LG Staufen und schloss sich den SV Thurn und Taxis Dischingen an. Bei den deutschen Meisterschaften 2016 in Kassel und 2017 in Erfurt konnte er seinen Meistertitel verteidigen.